# Voûte Chez Ti-Père
La Voûte chez Ti-Père est un lieu associé au Carnaval de Québec sur la rue Sainte-Thérèse, dans le quartier Saint-Sauveur dans la ville de Québec, de 1964 à 1990. La rue Sainte-Thérèse était une rue animée par des sculptures de glace, de neige et de décorations du Carnaval faites par des résidents de la rue et du secteur. Elle fut nommée la rue du Carnaval.
La voûte était située dans le sous-sol de la maison de Lionel Faucher et fut accessible pour accueillir les visiteurs, annuellement, durant le Carnaval. Cette voûte fut ouverte la première fois le vendredi 7 février 1964.

## Historique
Lionel Faucher demeurait au 579 rue Sainte-Thérèse, maintenant nommée rue Raoul-Jobin, à Québec. Originellement, il s’agissait d’une buvette pour les sculpteurs de sculptures de neige et de glace de cette rue, les bénévoles et, par la suite, les carnavaleux. Avant 1964, des sculpteurs de la rue Sainte-Thérèse allaient se réchauffer dans le sous-sol de Faucher, qui était sur terre battue et non creusée ni aménagée pour les carnavaleux. L’idée d’aménager une halte pour les sculpteurs provient des enfants de Faucher; il accepte en installant un comptoir, un bar, quelques fauteuils et de longs bancs de bois.
Faucher était un mécanicien, contremaître au garage municipal de la ville de Québec. En 1964, Faucher devient président du Comité de la rue du Carnaval pour quelques années. En 1972 Faucher dut payer une amende de 200 $ à la Commission de contrôles pour avoir vendu des boissons alcooliques sans permis. Dès 1973 jusqu’au début des années 1980, Ti-Père eut de la concurrence avec les Voûtes chez Ti-Paul qui étaient présentes sur la rue Sainte-Thérèseprès de chez Ti-Père; il s’agissait de Jean-Paul Frenette. Durant le carnaval de 1982, pour souligner les 25 ans de participation au Carnaval de Québec, Faucher présenta, sur écran géant, à l’extérieur sur la rue Sainte-Thérèse, un film de 12 minutes présentant les grands moments des toutes ces années de participation et d’activités sur la rue Sainte-Thérèse et à sa Voûte. En 1983 l’accordéoniste Denis Côté joua de la musique quotidienne aux Voûtes durant le Carnaval.

### Rue Sainte-Thérèse et Rue Saint-Sauveur
Dès 1957, des sculptures sont présentes sur cette rue, notamment au-devant de la maison de  Faucher. Les premières personnes ayant eu l’idée de construire des monuments en neige sur cette rue sont Faucher, Paul Frenette et Raymond Gariépy. En 1960, il construit un monument de glace rendant hommage à l’animateur Saint-Georges Côté en lien avec sa performance dans une course de Go-Car au Petit Colisée . Dès 1961, une autre rue est présente dans les festivités du Carnaval de la paroisse par l’ajout de la rue Saint-Sauveur, où se trouvent des sculptures de glaces. En 1962, Faucher construit une sculpture ressemblant à des sous-marins. En 1964, il y avait 167 monuments et 195 en 1965. En 1969, il y avait 200 monuments. Le monument de  Faucher est une locomotive de neige qui tire deux wagons-citernes de « carburant pour carnavaleux ». un monument de près de 20 pieds de longueur et de sept pieds de hauteur. Les pionniers de la rue Sainte-Thérèse sont Gérard ti-pit Perreault, Lionel Faucher, Adophe « padof » Langlois, Raymond Gariépy et Raymond Saint-Laurent. En 1990 le Carnaval est toujours sur la rue Sainte-Thérèse avec les sculptures et le déjeuner western. Par contre, il y a seulement deux ou trois sculptures de gens provenant de la rue, car la majorité sont faites par des gens n'habitant pas sur la rue.

## Traditions
Les visiteurs allaient voir le sous-sol regorgeant de photos, de souvenirs et d’artefacts associés au Carnaval de Québec. Durant leur visite, de la musique folklorique et associée au festival d’hiver jouait. Les gens pouvaient prendre un verre de caribou. Les gens voulant faire partie de l’Ordre de Ti-Père devaient s’agenouiller devant Faucher, qui  leur donnait une tape sur les joues, un coup d’annuaire téléphonique sur la tête ainsi qu’un faux coup de 2 x 4 derrière la tête de manière amicale,.

### Recette du caribou
Le caribou contient du Xérès canadien, du brandy, de l’alcool blanc ainsi qu’un ingrédient secret de la recette de Faucher, qui serait l’inventeur de la recette moderne. Selon d’autres sources, la recette serait un mélange de vins St-Georges fortifié, de Schenley, de Ginger Ale et d’un ingrédient secret ajouté après quelques mois de fermentation, . Le caribou de chez Ti-Père était plus corsé et sec et celui des voûtes chez Paul était doux et fruité. Le prix était d’un dollar en 1974 pour un verre de caribou, en dollars d’époque. La recette de Faucher proviendrait de la grand-mère de son épouse. Le caribou de Ti-Père contient 18 % d’alcool.
Le 13 février 1975, une saisie de bouteilles de caribou est faite chez Ti-Père et chez trois autres des six établissements commerciaux visités dans le cadre de l’Opération Caribou effectuée par l’Équipe régionale de l’alcool et de la moralité de la Sûreté du Québec. Des bouteilles ont été saisies autant chez Ti-Père que chez Ti-Paul sous prétexte que ce cocktail avait été préparé d’avance, ce qui était interdit par la loi de la Régie des Alcools. Faucher disait, à cette époque : « pour que le caribou soit bon, il faut que l’alcool et le vin fermentent pendant quelques heures ensemble » . Le 17 juillet 1975, Faucher comparut devant le juge Yvon Sirois de la Cour des sessions de la paix de Québec en compagnie de Claude Croteau, ex-directeur général du Carnaval de Québec et Jean-Paul Frenette, alias Ti-Paul. 69 bouteilles ont été saisies. Faucher et Croteau étaient accusées d’avoir ajouté d’autres substances au contenu des bouteilles de la Société des Alcools du Québec. Frenette était accusé de possession de produits alcooliques ne provenant pas de la SAQ. Le 15 octobre 1975, Croteau et Frenette furent acquittés des accusations contre eux. Le 21 novembre 1975, il a été mentionné que la Société des Alcools du Québec allait produire son propre caribou pour vente dans ses succursales. Durant cette journée, le jugement a été reporté une autre fois en février 1976. Faucher ne voulait pas remettre ses ingrédients secrets au gouvernement pour la production de son propre caribou.
Le 30 janvier 1976 est lancé le caribou de la Société des alcools du Québec à la Maison des vins à la Place Royale. En 2020, le produit est toujours vendu à la SAQ et on y mentionne que la recette moderne a été inventée par Ti-Père. https://magazine.saq.com/fr/reportages/lorigine-du-caribou/

## Personnalités ayant visité La Voûte
- Benoît Marleau- 08 février 1989[28]

- Bill Davis[29]

- Claude Mouton[29] - Annonceur maison des Canadiens de Montréal

- Claude Ryan[29] - Chef du Parti libéral du Québec de 1978 à 1982

- Daniel Johnson [30] - Premier ministre du Québec de 1966 à 1968 et Chef de l'Union nationale de 1961 à 1968

- Dominique Michel[31]

- Doris Lussier[19]

- Ed Broadbent - 14 février 1988[32] - Chef du Nouveau parti démocratique du Canada de 1975 à 1989

- Émile Genest

- Enrico Macias[29]

- Gilles Lamontagne - 8 février 1969 - Maire de la Ville de Québec de 1965 à 1977

- Ginette Reno[33]

- Grace de Monaco : Le 8 février 1969, la princesse Grace de Monaco est en visite sur la rue Sainte-Thérèse en compagnie de M. le maire de la ville de Québec, Gilles Lamontagne et de son épouse Mary Schaeffer. Cette dernière est une amie de la princesse, les deux ayant étudié ensemble à Philadelphie[34] ainsi que du président du Carnaval de Québec, Gilles Richard. Elle a parcouru à pied la rue pour observer les sculptures. Elle resta pendant trente minutes et reçut de Faucher une gerbe de fleurs ainsi qu’une plaquette de bois représentant la rue du Carnaval. Elle a aussi signé le livre d’or[35].

- Hugues Lapointe[30]- Lieutenant-Gouverneur du Québec de 1966 à 1978

- Jean Béliveau[19]

- Jean Cournoyer[29] - Député à l'Assemblée nationale du Québec de 1969 à 1976

- Jean Drapeau[30] - Maire de la Ville de Montréal de 1954 à 1957 et de 1960 à 1986

- Jean-Jacques Bertrand[30] - Premier ministre du Québec de 1968 à 1970

- Jean Lesage[30]- Premier ministre du Québec de 1960 à 1966

- Jean Pelletier [29]- Maire de la Ville de Québec de 1977 à 1989

- Les Jérolas - ( Jérôme Lemay et Jean Lapointe)[30]

- John F Smith jr - 3 février 1983 président GM Canada[36]

- John Turner [29]- Premier ministre du Canada en 1984

- Des joueurs des Nordiques - le 7 février 1983

- Marc Simoneau[29]

- Marcel Masse[37] - Député à l'Assemblée nationale du Québec de 1966 à 1973 et à la Chambre des communes du Canada de 1984 à 1993

- Maurice Richard[30]

- Max Gros-Louis[29] - Chef de la nation de Wendake entre 1964 et 2008

- Michel Drucker - 1986[38]

- Michel Louvain[19]

- Michèle Richard[1]

- Mylène Demongeot[31]

- Nancy Greene[30]- Athlète aux Jeux olympiques de Grenoble de 1968

- Paul Comtois - 1964 - Lieutenant-Gouverneur du Québec de 1961 à 1966

- Pierre Elliott Trudeau : Le 15 février 1969, le premier ministre canadien Pierre-Elliott Trudeau est en visite sur la rue Sainte-Thérèse. Selon les estimations, plus de 30 000 personnes ont acclamé le premier ministre lors de sa visite. Avant de se rendre au Voûtes chez Ti-Père, il emprunta une moto d’un policier et demanda à ce dernier de s’asseoir dans le siège de côté, le « side-car ». Par la suite, il alla passer une heure chez Faucher en compagnie des organisateurs, ainsi que des ouvriers et sculpteurs de la paroisse Saint-Malo. Pour commémorer sa visite, Faucher remit à Trudeau un santon de pelouse représentant le Bonhomme Carnaval[39].

- Pierre Laporte[1]- Député de l'Assemblée nationale du Québec de 1961 à 1970

- René Lévesque - 02 février 1977[40]- Premier ministre du Québec de 1976 à 1985

- Robert Bourassa[29]- Premier ministre du Québec de 1970 à 1976 et de 1985 à 1994

- Robert Stanfield - 16 février 1974[41]- Chef du Parti progressiste-conservateur du Canada de 1967 à 1976 et Premier ministre de la Nouvelle-Écosse de 1956 à 1967.

- Gouverneur général du Canada Roland Michener : Pour remercier les sculpteurs de la Rue Sainte-Thérèse d’avoir construit rapidement 3 monuments de neige devant la Citadelle le 15 février 1968, le Gouverneur général Roland Michener est allé se promener le 18 février 1968 sur la Rue Sainte-Thérèse pour voir les monuments et visiter les Voûtes Chez Ti-Père[42].

- Rose Ouellette – La Poune[1]

- Séraphin Poudrier[29]

- Ti-Gus et Ti-Mousse[29]

- Vladislav Tretiak[29]

- Wilfrid Hamel - Maire de la Ville de Québec de 1953 à 1965

- William Shatner[31]- Interprète du Capitaine Kirk dans la série Star Trek

## Culturel
Des émissions de radio et de télévision ont été produites à cet endroit
En 1977, Gilles Gosselin chanteur populaire principalement dans la région de Québec écrit et interprète deux chansons reliées aux voûtes à Ti-Père. La première chanson est la Chanson de Ti-père et la deuxième chanson est Verse ton caribou dans ma canne. Le disque a été produit par Denis Champoux sur étiquette Bonanza.
En 1987, un disque vinyle est sorti pour rendre hommage à Ti-Père pour ses 30 ans d’implications au Carnaval. Le titre de l’album Hommage à Ti-Père : 30 ans déjà : édition spéciale 1987. Il y a quatre chansons sur cet album. Denis Côté et André Bernier jouent de l’accordéon.
En 1990, un reportage de Caméra 90 présenté à Télévision Quatre-Saisons présente les voûtes et des carnavaleux durant l’ambiance de cet endroit.

### Décès de Faucher et fin de La Voûte
Faucher décède le 14 août 1990 à l’âge de 80 ans. Il était l’époux de Tite-Mère, feu Laurentia Létourneau (décédée le 18 août 1978) en premières noces et de Rita Couture en deuxième noces. Il était aussi le père de 8 enfants. Son service religieux eut lieu le 18 août 1990 et il a été enterré dans le cimetière de Sainte-Famille de l’île d’Orléans. Un fonds d’Archive a été déposé par Jocelyn Faucher, fils de Lionel Faucher à la Ville de Québec en 2018.
Le 30 octobre 1990, le président du Carnaval de Québec, Jean Maheux, mentionne que le Carnaval de Québec délaisse la rue Saint-Thérèse pour l’édition de 1991. Les rumeurs ont débuté avec le départ de Faucher en août 1990. Avant de prendre sa décision, Maheux consulta 192 résidents de cette rue. 93 répondants répondirent à 80 % pour le retrait des activités de la cette rue. Le Carnaval invoqua aussi la restructuration des activités. La présence du Carnaval dans cette rue coûtait 15 000 $ par année. Avec la population vieillissante du secteur, il était rendu difficile de trouver des gens du secteur voulant s’impliquer dans la création de sculptures. Jocelyn Faucher, fils de Lionel, prend la relève de son père et mentionne vouloir continuer de recevoir les carnavaleux malgré le fait de ne plus être une activité officielle du Carnaval.
Faucher demanda un permis d’alcool pour la durée du Carnaval de Québec de 1991 auprès de la Régie des permis d’alcool du Québec, exploitant sous le nom de Voûte Chez Ti-Père à la même adresse. Le 5 février 1991, la Régie refusa d’offrir un permis à Faucher qui voulait rendre hommage à son père en offrant bière et caribou gratuitement durant la durée du Carnaval de 1991. Auparavant, un permis était délivré à la Corporation du Carnaval pour Faucher. Faucher payait une redevance à la Corporation. Jocelyn Faucher prévoyait accueillir 10 000 visiteurs, il entendait financer l’activité grâce à des commanditaires. Malheureusement, des plaintes de gens du secteur ont été transmises à la Régie contre cette demande.

### Réouverture de la Voûte chez ti-père
Le 3 juin 1994, Jocelyn Faucher invite les journalistes à la fermeture officielle des Voûtes chez Ti-Père sur la rue Sainte-Thérèse en plus d’annoncer une grande nouvelle. Les voûtes déménagent de la rue Sainte-Thérèse le 29 juin 1994 pour s’installer à Place Royale aux côtés du restaurant Le Cavour, au 2 rue Saint-Pierre. Les nouvelles voûtes allaient être ouvertes de façon permanente au lieu des deux semaines par année comme durant le temps du Carnaval. Les nouvelles voûtes étaient aménagées en cinq sections, soit une boutique, une aire de service, une exposition Ti-Père et le Carnaval, la voûte et un hall baptisé rue Sainte-Thérèse. La reproduction des voûtes était presque faite à l’identique avec les centaines de photos de célébrités, des souvenirs ainsi que les mêmes planches des murs, qui seront réinstallées dans le nouveau local. De plus, dans les nouvelles voûtes, le caribou et les musiciens accompagnants seront aussi présents. Le nouveau projet a été mis sur pied par Faucher ainsi que par son associé, le notaire Jacques Bouffard, avec un investissement de plus de 150 000 $. Le 15 septembre 1994, une conférence de presse du Carnaval de Québec présente la nouvelle relation avec la famille Faucher et l’annonce officielle de la réouverture des Voûtes chez Ti-Père. Serge Faucher prend la relève de son père pour accueillir les carnavaleux et les touristes à venir. En rappel, en 1993, le Carnaval avait ouvert au nouvel endroit les Voûtes du Carnaval, qui n’avaient pas eu le succès escompté. En 1994, ils ont décidé de relancer les lieux avec la popularité de Ti-Père. De 1994 à 1999, les Voûtes étaient situées à Place Royale. En 2000, les voûtes ont déménagé au 395 de la Couronne dans un local de l’Hôtel Holiday Inn du quartier Saint-Roch. Gilles Gosselin s’occupe de la musique. Elles demeureront une seule année à cet endroit.

## Hommages
En 1967, Faucher a été reçu membre dans l’Ordre des monuments de la rue du Carnaval avec Fernand Picard, Jean-Paul Frenette, Raymond Gariépy, Philippe Paquet et Fernand Lapointe.
En 1971 le Conseil régional de l’Âge d’or a honoré Ti Père et Tite Mère en leur remettant dans leur maison le 18 février une plaque commémorative ainsi qu’une décoration souvenir. La même année, M. et Mme Faucher ont reçu une invitation pour rendre visite à la Princesse de Monaco. Ils furent reçus le 12 juin. En septembre 1971, il fut reçu par le Gouverneur général du Canada Michener à la Citadelle de Québec.
Le 23 janvier 1974, le maire de Québec, Gilles Lamontagne, remet une plaque honorifique des armoiries de la Ville aux Voûtes.
En 1990, le Carnaval de Québec veut rendre hommage à Lionel Faucher. Il demande en août 1990 à la Commission de toponymie de Québec de faire changer le nom de la rue Sainte-Thérèse pour Rue Lionel-Faucher. En 2006 la rue est renommée rue Raoul-Jobin en hommage au Ténor québécois.
En 1991, le Carnaval de Québec rend hommage à Lionel Faucher, durant son édition de 1991 en exposant un buste de Lionel Faucher dans le Palais de Bonhomme. Le buste a été fabriqué par Michel Pigeon aux Ateliers du Carnaval.
Le 15 septembre 2004 est dévoilée la liste de 12 plaques "Ici vécut" rendant hommage à des gens de Québec ayant eu une grande renommée ou ayant marqué l’histoire de Québec. Le 579 rue Sainte-Thérèse a maintenant une plaques hommage à Lionel Faucher indiquant qu’il a vécu à cet endroit et que la Voûte chez Ti-Père était à cet endroit.
La rue Sainte-Thérèse a été reproduite en sculpture et en images dans le Palais de glace lors du Carnaval de Québec de 2009.
La Voûte chez Ti-Père a été reproduite et recréé au Théâtre Petit-Champlain en 2014 durant le Carnaval de Québec avec les archives de Faucher et de ses enfants,.